# برايان باربر
برايان باربر (بالإنجليزية: Brian Barber)‏ هو لاعب كرة قاعدة أمريكي، ولد في 4 مارس 1973 في هاملتن في الولايات المتحدة.

## وصلات خارجية
- برايان باربر على موقع دوري كرة القاعدة الرئيسي (الإنجليزية)
- برايان باربر على موقعبيزبول رفرنس.كوم (الدوري الرئيسي) (الإنجليزية)
- برايان باربر على موقعبيزبول رفرنس.كوم (الدوري الثانوي) (الإنجليزية)
- برايان باربر على موقع إي إس بي إن.كوم (أم.أل.بي) (الإنجليزية)
- برايان باربر على موقع مشجعي الرسوم البيانية (الإنجليزية)